# Florimond Desprez
 (février 2017).
Florimond Desprez est une entreprise familiale et indépendante, qui exerce les métiers d'obtenteur de variétés et de producteur de semences

## Activités
Florimond Desprez consacre 15% de son chiffre d'affaires à la recherche s'articulant autour de deux pôles d'activité: le pôle céréales, oléo-protéagineux et le pôle betteraves et chicorée. Florimond Desprez se développe en France mais également à l'international. La société est classée au 14e rang mondial des semenciers.

## Histoire
Florimond Desprez est une société indépendante crée en 1830 par Jean-Baptiste Auguste Desprez. Ce fils de meunier débute à l'époque dans la production et la sélection de graines de betteraves sucrières. Il nomme sa société d'après son fils, Florimond Desprez (1830-1900), né la même année. La société se développe et diversifie ses activités : un programme de sélection sur le blé est créé en 1919, début des travaux sur orges en 1945, puis en 1964 et 1981, le blé dur et le triticale.

En dix ans, les deux cousins François et Bruno Desprez à la direction du groupe familial ont multiplié par dix le chiffre d'affaires de la société.
Le siège de Florimond Desprez est à Cappelle-en-Pévèle.

## Florimond Desprez en chiffres
- 230 M€ de chiffre d'affaires
- 938 salariés
- 10 espèces travaillées
- 10 filiales directes à l'étranger
- 15 % du CA consacré à la recherche